# 达里娅·库尔邦马马多娃
达里娅·叶夫根尼耶芙娜·库尔邦马马多娃（俄语：Дарья Евгеньевна Курбонмамадова，1994年6月24日—），旧姓梅热茨卡娅（Межецкая），俄罗斯女子柔道运动员，2019年欧洲运动会女子57公斤级金牌得主、2019年世界柔道锦标赛混合团体铜牌得主、2023年欧洲柔道锦标赛女子57公斤级金牌得主。